# Nicolas Menendez
Nicolas Menendez, né le 3 février 1996 à Roubaix, est un joueur international français de futsal.

## Biographie
Nicolas Menendez naît à Roubaix. Il débute en D1 futsal au Roubaix AFS lors de la saison 2017-2018.
Dès sa deuxième saison au plus haut niveau, il rejoint le Béthune Futsal où il joue durant cinq années, luttant pour le maintien chaque saison.
Pour la saison 2023-2024, Nicolas Menendez signe à l'UJS Toulouse.

### En équipe nationale
En début de saison 2021-2022, Menendez connaît ses premières sélections en équipe de France contre la Norvège en amical. Le nouveau sélectionneur Raphaël Reynaud confie à son propos : « gaucher polyvalent qui sort d’une très belle saison et qui est un peu l’homme en forme de ce début de saison avec son club de Béthune ». En janvier 2022, Menendez ouvre le score face au Monténégro (8-4) et une deuxième victoire dans l'Umag Nations Futsal Cup, organisée en Croatie.
En avril 2022, pour le premier match face au Brésil sur le sol français, Menendez égalise mais ne peut empêcher la courte défaire (2-3).
Menendez et les Bleus commencent la saison 2022-23 par une victoire contre la Croatie et le pivot clôt le score d'une frappe sans contrôle (4-0). En mars 2023, Nicolas est retenu pour le début du tour principal des qualifications pour le Mondial 2024 et les matchs aller contre la Norvège (9-1) et la Serbie (0-0). Absent lors des retours, Nicolas revient pour le deuxième match du tour Élite et marque le dernier but contre l'Allemagne (6-2).
Fin août 2024, en préparation du Mondial, Nicolas Menendez égalise contre le Costa Rica (1-1), avant une nouvelle victoire (3-2).
Lors de la Coupe du monde 2024, remplaçant tout le tournoi, Menendez est l’auteur d'un but et une passe décisive contre le Venezuela lors du deuxième match de poule (7-3),. Lors de la demi-finale contre l'Argentine, Nicolas Menendez égalise en pivot à peine entré en jeu, puis une de ses frappes repoussées offre une seconde remise à égalité, mais il ne peut empêcher l'élimination (3-2),,.

## Style de jeu
Le sélectionneur français Raphaël Reynaud dit de lui fin 2023 : « ses coéquipiers l’appellent la bête, ce n’est pas un hasard. C’est un monstre athlétiquement et mentalement. (...) C’est un joueur au potentiel insoupçonné avec comme qualité première de toujours vouloir aller de l’avant, amener l’équipe vers l’avant. Il ne s’avoue jamais battu ».

## Statistiques
| Saison                | Club                  | Championnat           | Championnat | Championnat | Coupe(s) nationale(s) | Coupe(s) nationale(s) | France | France | Total | Total |
| Saison                | Club                  | Division              | M.          | B.          | M.                    | B.                    | M.     | B.     | M.    | B.    |
| 2017-2018             | Roubaix AFS           | D1                    | -           | -           | -                     | -                     | -      | -      | 0     | 0     |
| 2018-2019             | Béthune Futsal        | D1                    | -           | -           | -                     | -                     | -      | -      | 0     | 0     |
| 2019-2020             | Béthune Futsal        | D1                    | 14          | 2           | 1                     | 1                     | -      | -      | 15    | 3     |
| 2020-2021             | Béthune Futsal        | D1                    | 16          | 6           | -                     | -                     | -      | -      | 16    | 6     |
| 2021-2022             | Béthune Futsal        | D1                    | -           | -           | -                     | -                     | -      | -      | 0     | 0     |
| 2022-2023             | Béthune Futsal        | D1                    | -           | -           | -                     | -                     | -      | -      | 0     | 0     |
| Sous-total            | Sous-total            | Sous-total            | -           | -           | -                     | -                     | -      | -      | 0     | 0     |
| 2023-2024             | UJS Toulouse          | D1                    | 16          | 2           | -                     | -                     | -      | -      | 16    | 2     |
| 2024-2025             | MNK Novo Vrijeme      | D1                    | 5           | 2           | -                     | -                     | 7      | 2      | 12    | 4     |
| Total sur la carrière | Total sur la carrière | Total sur la carrière | 51          | 12          | 1                     | 1                     | 33     | 11     | 85    | 24    |